# بخش کیاشهر
بخش کیاشهر یکی از بخش‌های تابعه شهرستان آستانه اشرفیه در استان گیلان در شمال ایران است.

## تقسیمات کشوری
- بخش کیاشهر
  - دهستان دهکا
  - دهستان کیاشهر

شهر: کیاشهر

## جمعیت
بنابر سرشماری مرکز آمار ایران، جمعیت بخش کیاشهر شهرستان آستانه اشرفیه در سال ۱۳۸۵ برابر با ۳۴۹۵۴ نفر بوده است.